# 里奧別霍-聖卡米洛國家公園
07°30′N 72°04′W / 7.500°N 72.067°W
里奧別霍-聖卡米洛國家公園是委內瑞拉的國家公園，位於該國西部，由阿普雷州負責管轄，始建於1993年7月1日，面積800平方公里，最高點海拔高度225米。